# Ventresca di maiale
La  ventresca di maiale è  un tipo di pancetta di maiale arrotolata, ottenuta dalla salatura del ventre del suino sviscerato, tipica dell'Umbria.

## Descrizione
Eliminata la cotenna, la pancetta viene posta sotto sale con le altre parti del suino e successivamente aromatizzata con pepe e spezie, arrotolata ed incartata come i capocolli ed i lombetti. È tra i prodotti agroalimentari tradizionali umbri.